# 太陽向點

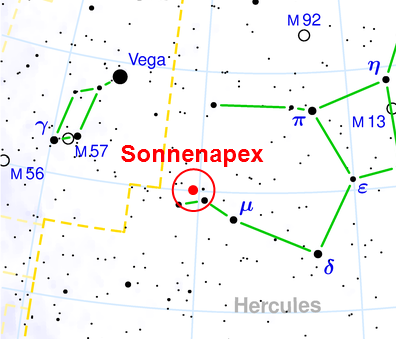
太陽向點位置（红圈）

太陽向點是太陽在星際空間中運動時按本地静止标准（LSR）所對著的方向。這不應與太陽通過黃道帶星座的視運動混淆，因為太陽通過黃道帶星座的視運動是假想的運動，并不實際發生，而是由地球繞太陽公轉產生的。
太陽向點的大致方向是武仙座附近的織女一西南向。太陽向點可以选取多個坐標，視覺坐標（由視運動的目视观测獲得）為赤经（RA）18h 28m 0s，赤纬（dec）+30°（銀道坐標：银经56.24°，银纬22.54°）。
太陽向太陽向點運動的速度是19.5千米/秒。这不能与太阳围绕的銀心的轨道速度混淆。太阳围绕的銀心的轨道速度约为220千米/秒，包含在本地静止标准的运动中。太阳在银河系中的运动比直接的想像要复杂。
太阳运动的本性和范围最初於1783年由威廉·赫歇爾阐述。
太陽背點是太阳向点的相反方向，位於大犬座的孫增一附近。